# Établissement Bellisle
L'établissement Bellisle est un site historique national du Canada situé près d'Annapolis Royal, en Nouvelle-Écosse. Il consiste en des fouilles archéologiques d'un village acadien datant d'avant la déportation des Acadiens.